# Sten Löfgren
Sten Harald Löfgren, född den 25 december 1907 i Norrtälje, död den 21 januari 1976 i Täby, var en svensk militär.
Löfgren  blev underlöjtnant vid Bodens artilleriregemente 1928. Han genomgick Artilleri- och ingenjörhögskolans allmänna kurs 1930–1932 och dess högre kurs 1932–1934, var repetitör 1934–1936, artilleristabsofficer 1937–1938 och tjänstgjorde vid arméförvaltningens tygavdelning 1938–1943. Löfgren befordrades till kapten i fälttygkåren 1939, var lärare i skjutlära vid Artilleri- och ingenjörhögskolans högre kurs 1943–1947, blev major vid Norrlands artilleriregemente 1947 och var sektionschef vid försvarets robotvapenbyrå 1948–1951. Han blev överstelöjtnant vid Bergslagens artilleriregemente 1950 samt överste i fälttygkåren och chef för 1:a vapenbyrån vid armétygförvaltningen 1954. Löfgren invaldes som ledamot av Krigsvetenskapsakademien 1953. Han blev riddare av Svärdsorden 1946 och av Vasaorden 1951, kommendör av Svärdsorden 1961 och kommendör av första klassen 1964. Löfgren vilar i en familjegrav på Norra begravningsplatsen i Stockholm.